# ارزش مکانی

Glossary of terms used in the positional numeral systems

نمایش ارزش مکانی روشی برای نمایش اعداد است که در آن ارزش رقم‌ها با قرار گرفتن در مکان‌های مختلف (مانند یکان، دهگان، یا صدگان) تغییر می‌کند. به عبارتی دیگر، برخلاف شیوه‌های نمایش دیگر مانند عددنویسی رومی، مرتبهٔ بزرگی رقم‌ها به ترتیب آن‌ها بستگی دارد. این روش، حساب را ساده‌تر کرد و در نتیجه به سرعت در سراسر جهان گسترش یافت. 
با استفاده از ممیز، این روش می‌تواند کسرها و ارزش عددی اعداد حقیقی را نیز نشان دهد. عددنویسی بابلی اولین روش عددنویسی بود که از نمایش ارزش مکانی، در مبنای ۶۰تایی، استفاده کرد. عددنویسی هندی-عربی نوعی از نمایش ارزش مکانی در پایهٔ ۱۰ است که پراستفاده‌ترین روش عددنویسی در سراسر جهان است. 
به عنوان مثال داریم:
{\displaystyle 368=3\times 100+6\times 10+8\times 1} که در آن ۱، ۱۰، و ۱۰۰ به ترتیب ارزش مکانی رقم‌های ۸، ۶، و ۳ هستند.